# Kaliforniai kondor
A kaliforniai kondor (Gymnogyps californianus) az újvilági keselyűfélék (Cathartidae) családjába tartozó madár, a Gymnogyps nem egyetlen élő faja. A pleisztocén kor óta ismert, közvetlen rokonairól csak fosszíliákból tudunk.
Észak-Amerika legnagyobb röpképes szárazföldi madara. Tollazata nagyjából fekete, a szárnyak belső felén fehéres foltokkal. Csaknem csupasz fején a fiatal példányok bőre szürkés, a felnőtteké sárga, költés idején élénk narancssárga. Az észak-amerikai madarak közül a kaliforniai kondor szárnyfesztávolsága a legnagyobb, mintegy három méter. Testtömege eléri a 12 kilogrammot, alig kevesebb a trombitás hattyúénál (Cygnus buccinator), ami a legnehezebb észak-amerikai madár. Kizárólag dögöket eszik. A világ egyik leghosszabb életű madara, 60 évnél tovább is élhet. Több kaliforniai bennszülött nép számára igen fontos, mitológiájukban jelentős szerepet játszik.
Állománya a XX. században főleg az orvvadászat, az ólommérgezés és élőhelyei elvesztésének következtében jelentősen lecsökkent, 1982-ben már csak 22 példány maradt. 1987-ben 27-re nőtt ez a szám. Ezeket az Amerikai Egyesült Államok kormánya által elrendelt fajmegőrző program részeként befogták, és a San Diegó-i (San Diego Zoo Safari Park), valamint a Los Angeles-i állatkertben (Los Angeles Zoo) szaporították oly sikeresen, hogy 1991-ben néhányat már visszatelepíthettek a vadonba. Azóta visszatelepítették Arizona északi és Utah déli részére (többek között a Grand Canyonba és a Zion Nemzeti Parkba), valamint Kalifornia középső és déli partvidéki hegységeibe és Alsó-Kalifornia (Baja California) északi felére. Még így is a világ egyik legritkább madara; 2014 októberében 425 példányát tartották számon. 2021-re ez a szám 525-re emelkedett. 2022-ben 537 kaliforniai kondorkeselyűt tartottak nyilván, amelyből 336 példány a vadonban élt.

## Neve

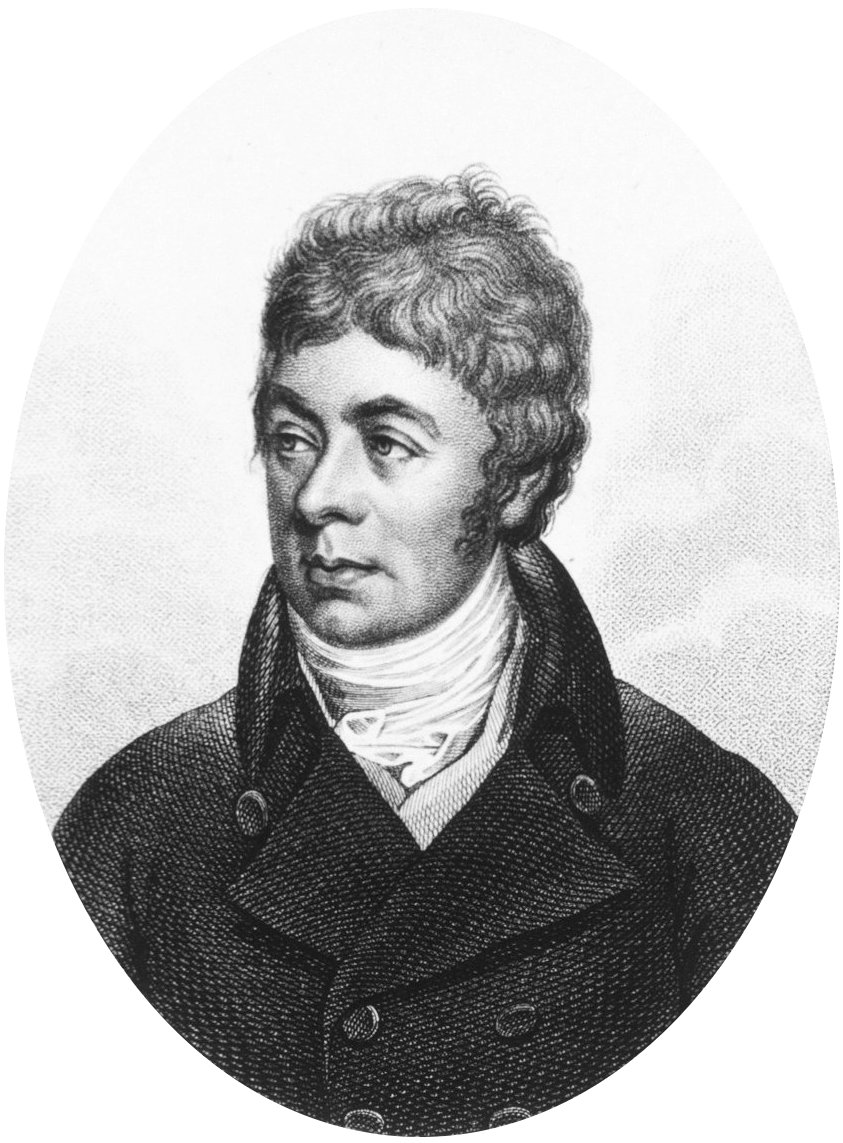
George Shaw e kondor első leírója, illetve névadója

Ezt a madárfajt először 1797-ben, George Shaw angol természettudós írta le, illetve nevezte meg, de Vultur californianus név alatt. Shaw az andoki kondorral (Vultur gryphus) rokonította, mivel a két madárfaj első látásra hasonlít egymásra. Azonban jobban megfigyelve láthatók a különbségek: az andoki kondor szárnyfesztávolsága valamivel nagyobb, és dögök mellett kisebb állatokra is vadászik, amit a kaliforniai kondor nem tesz meg. Emiatt a szóban forgó madarat áthelyezték az akkor monotipikus Gymnogyps nembe - azóta négy fosszilis faj került melléje, tehát többé nem monotipikus a nemi szintű taxon. A Gymnogyps megnevezés a görög nyelvből ered és egy összetett szó: gymnos = „csupasz” vagy „meztelen” és gyps =  „keselyű”. A tudományos fajneve, azaz a californianus a legfőbb élőhelyére utal, vagy Kalifornia államra. A magyar „kondor” megnevezés a kecsua „kuntur” szóból származik.

## Rendszertani besorolása és kifejlődése
Az újvilági keselyűfélék (Cathartidae) rendszertani besorolása még manapság is bizonytalan. Habár az újvilági keselyűfélék és az óvilági keselyűformák (Aegypiinae) megjelenésben igen hasonlítanak, sőt ugyanazt a dögevő életmódot folytatják, a kettő nem áll közelebbi rokonságban egymással. Más-más ősökből fejlődtek ki, és a hasonlóság csak a konvergens evolúció műve. A két madárcsoport közti rokonsági kapcsolat még manapság is vita tárgya. Korábban az újvilági keselyűféléket a gólyaalakúak (Ciconiiformes) rendjébe helyezték, mivel néhány gólyafajjal is mutatnak hasonlóságot úgy megjelenésben, mint életmódban is. A közelmúltban olyan elmélet is született, mely szerint a újvilági keselyűféléket és az óvilági keselyűformákat a sólyomalakúak (Falconiformes) közé kéne besorolni, vagy új, azaz külön rendet megalkotni a számukra. Az Amerikai Madarászok Egyesületének (American Ornithologists' Union) dél-amerikai rendszertani bizottsága kivonta az újvilági keselyűféléket a gólyaalakúak közül és incertae sedisnek, azaz „bizonytalan helyzetűnek” minősítette e madárcsoportot; továbbá megjegyzésként odatette, hogy az újvilági keselyűfélék talán átmozgathatóak a sólyomalakúak rendjébe, vagy létrehozható számukra egy külön rend, az úgynevezett újvilági keselyűalakúak (Cathartiformes).

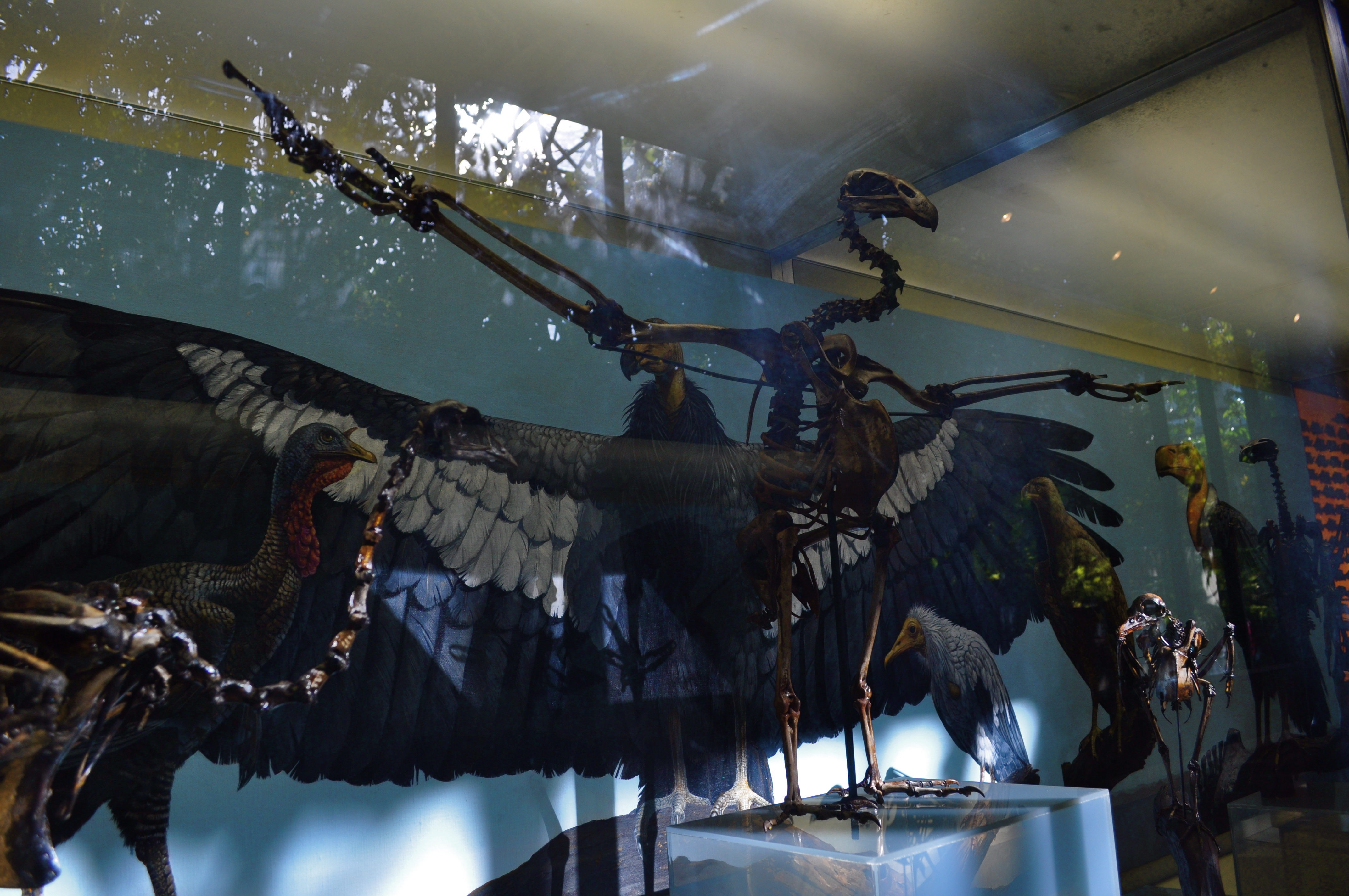
A G. amplus csontváza

A Gymnogyps madárnem jó példája a reliktum előfordulásnak. A pleisztocén kor idején e madárnem fajai széles körben elterjedtek voltak az amerikai szuperkontinensen; például: a kora pleisztocénben Florida területén a Gymnogyps kofordi, míg a késő pleisztocénben, Peruban a Gymnogyps howardae éltek. A Kubában felfedezett fosszilis kondort először Antillovultur varonai néven írták le, de azóta áthelyezték a kaliforniai kondor nemébe, továbbá átnevezték Gymnogyps varonaira. Ez az utóbbi madár a késő pleisztocén és a kora holocén határán élt és meglehet, hogy a kaliforniai kondor egyik szigetre vándorolt állományának a leszármazottja.
A kaliforniai kondor e madárnem egyetlen túlélője. Nincsenek alfajai, viszont egyes kutatók egy késő pleisztocén korszaki fosszilis madarat a szóban forgó kondor paleoalfajának vélnek, Gymnogyps californianus amplus név alatt. Ez ügyben a vélemények megoszlanak, míg egyesek kihalt alfajnak tekintik, mások ősének, vagy akár önálló fajnak tartják a Gymnogyps amplust. A Gymnogyps amplus Kaliforniától Floridáig fordult elő. Csőre szélesebb volt, mint a mai kaliforniai kondoré. A Würm-glaciális idején a Gymnogyps amplus állományai annyira lecsökkentek, hogy a faj kihalt, vagy átalakult a mai recens fajjá. Az utóbbi feltételezést Syverson legutóbbi kutatásai megcáfolják. Ez a nagytestű madár, ami az andoki kondor méretét is elérhette, az egyetlen kondorfaj, amely a La Brea-kátránytó 10. gödréből került elő. Az itteni maradványok a szénizotópos kormeghatározás szerint holocén koriak, körülbelül 9000 évesek.

## Történelmi előfordulása
Amerikában az első indiánok megérkezésekor a kaliforniai kondor az egész észak-amerikai kontinensen jelen volt. Késő pleisztocén korszaki maradványai kerültek elő a Dél-Floridában levő Cutler-lelőhelyről. A Würm-glaciális, ismertebb nevén legutóbbi jégkorszak végén klímaváltozások és a pleisztocén kori megafauna kihalása következtek be; ezek pedig a kaliforniai kondor előfordulási területének és egyedszámának a csökkenéséhez vezettek. Ötszáz évvel ezelőtt ez a madárfaj közönségesnek, azaz gyakorinak számított az amerikai délnyugaton és a nyugati partokon. Reliktum állományokról számoltak be Arizonában, Nevadában, Új-Mexikóban és Texasban. A kora 19. században történő híres Lewis és Clark expedíció alatt az expedíció tagjai a Columbia folyótorkolata mellett kaliforniai kondorokat láttak és lőttek.

## Megjelenése

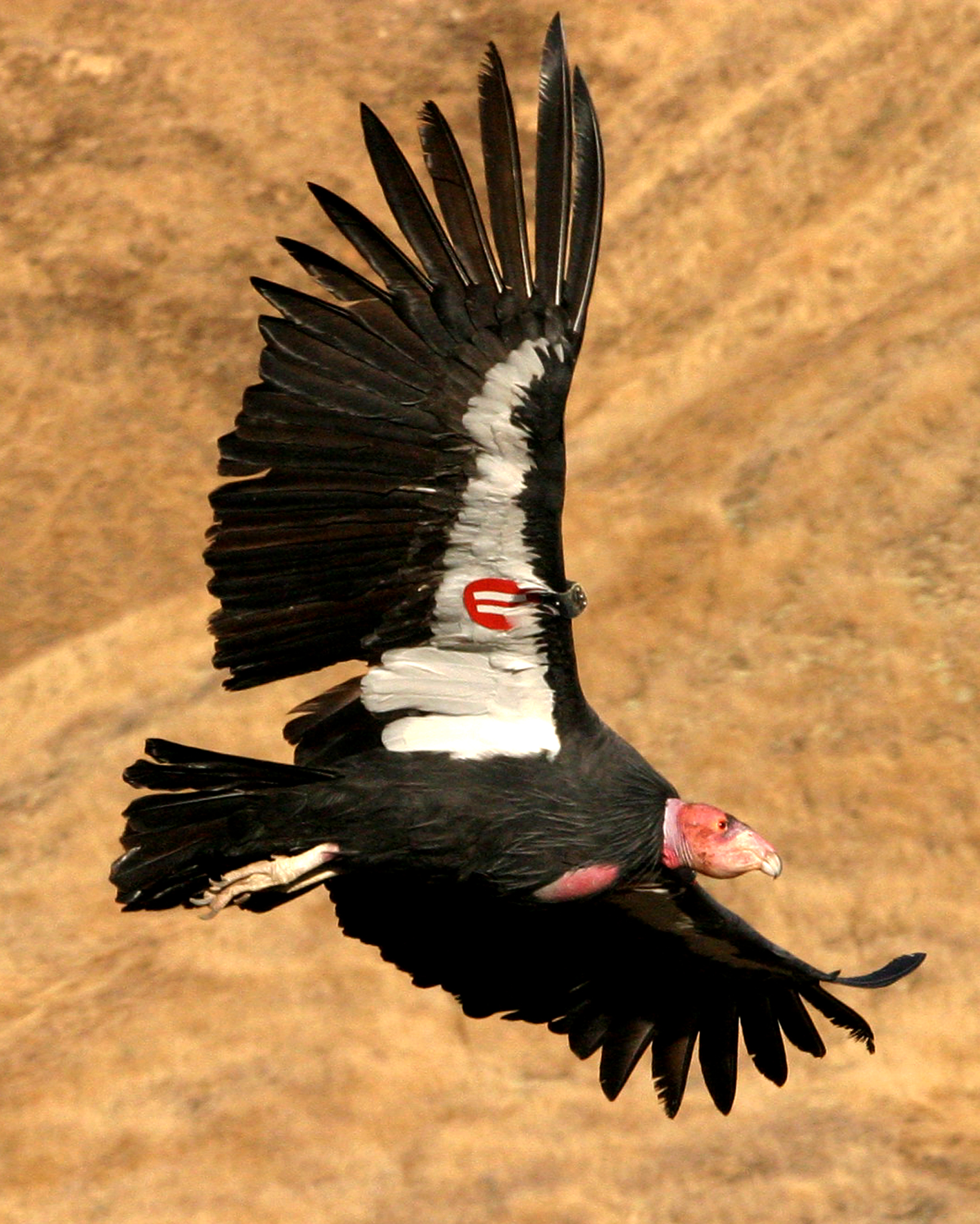
Hatalmas szárnyainak alsó fele fehéresen foltozott

A kifejlett madár tollruhája egyformán fekete, kivételt képeznek a szárnyainak alsó vagy belső felén levő háromszögletű, nagy, fehér foltjai. Lábai és lábfejei szürkék. Csőre elefántcsontszínű. Nyaka tövén fekete tollgallér látható. A szemei barnásvörösek. A fiatal példány feje sötétbarnával tarkított fekete színű. A szárnya alatt levő foltok és az evezőtollak alsó része szürkés árnyalatúak.
A kondor nyakán és fején, mint általában az újvilági keselyűféléknek, alig van tollazat. Ez pedig lehetővé teszi, hogy fejét tollai bepiszkítása nélkül belefúrja a dögökbe. Mivel a bőre jól látszik e testrészein, a kaliforniai kondor bőrszínének változtatásával jelzi a csapaton belül az ingerültségét és az egészségi állapotát. Ennek következtében a bőrszíne a sárgástól az élénk vöröses-narancssárgáig változhat. Pofájának alsó része, valamint a toroktájéka dagadtnak hat, főleg a szaporodási időszak alatt. Hiányzik az alsó gégefője (syrinx), ezért nem képes sokféle hangot kiadni. De ha elég közel kerül hozzá valaki, akkor sziszegő vagy mély torokhangokat hallathat.

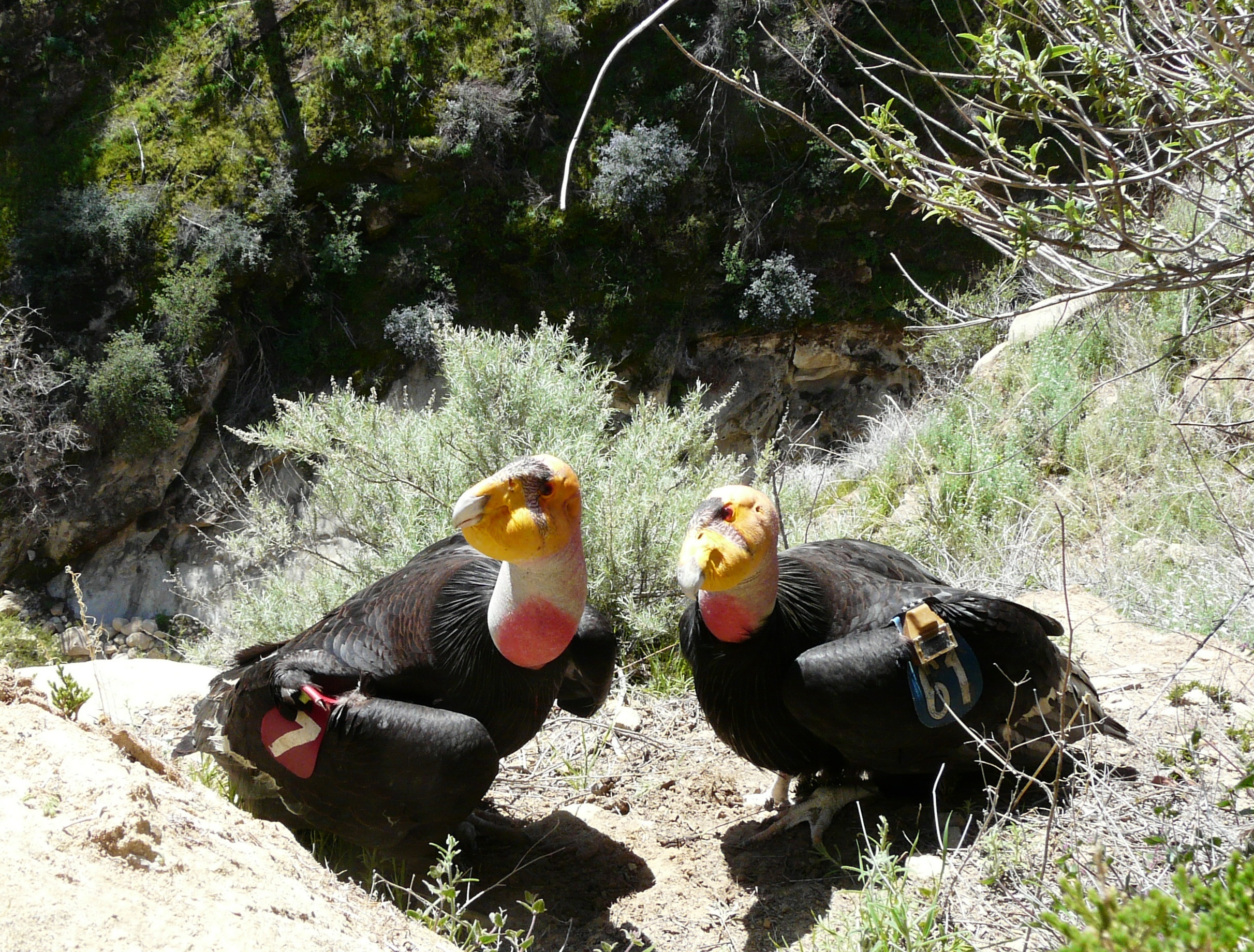
A nemek között ránézésre nincs nagy különbség

A fajnál jelen van a nemi kétalakúság - habár nem jelentős -, de az egyéb ragadozó madár csoportoktól eltérően, a kaliforniai kondornál, úgy mint családjának többi fajánál is a hím nagyobb, mint a tojó. A faj átlag hossza 110-140 centiméter, szárnyfesztávolsága 250-300 centiméter. Testtömege 7-14,1 kilogramm közöttire tehető, bár átlagosan 8-9 kilogramm. Be nem bizonyított beszámolók 340 centiméteres szárnyfesztávolságú példányokról is érkeztek, de a hivatalos legnagyobb méret 305 centiméter. A legtöbb mérést fogságban tartott példányokon végezték el, tehát nemigen lehet tudni, hogy van-e méretkülönbség a vadonban élő és a tenyésztett kondorok között.
Észak-Amerikában a kaliforniai kondornak van a legnagyobb szárnyfesztávolsága. Szárnyai azért szélesek, mert ez elősegíti a vitorlázást. Testhosszúságban és testtömegben csak az ott őshonos trombitás hattyú és a betelepített bütykös hattyú (Cygnus olor) szárnyalja túl, de a kontinensen az orrszarvú pelikán (Pelecanus erythrorhynchos) és a lármás daru (Grus americana) is nagyobb testhosszúsággal rendelkezik a kondornál. Mégis ez a kondorfaj repülés közben olyan nagynak látszik, hogy akik nem ismerik, távolról azt hiszik, hogy egy kis sárkányrepülő van a messzi égen. Jellegzetes repülése és kinézete miatt egyéb másik madárral sem lehet összetéveszteni.
A kaliforniai kondor középső lábujja jóval hosszabb, mint a többi; a hátsó lábujja pedig csökevényes állapotú. Az összes lábujjon a karmok egyenesek és tompák, ami azt jelenti, hogy lábai a járást szolgálják és nem pedig a fogást, azaz zsákmányolást. Ilyenformán a kaliforniai kondor és az újvilági keselyűfélék inkább a korábban rokonuknak vélt gólyafélékhez (Ciconiidae) hasonlítanak, semmint a tényleges, bár távolabbi rokonaikhoz, az óvilági keselyűformákhoz (Aegypiinae). Ez utóbbi madárcsoport karmait fegyverként és kapaszkodásra is használja.

## Életmódja

### Élőhelye

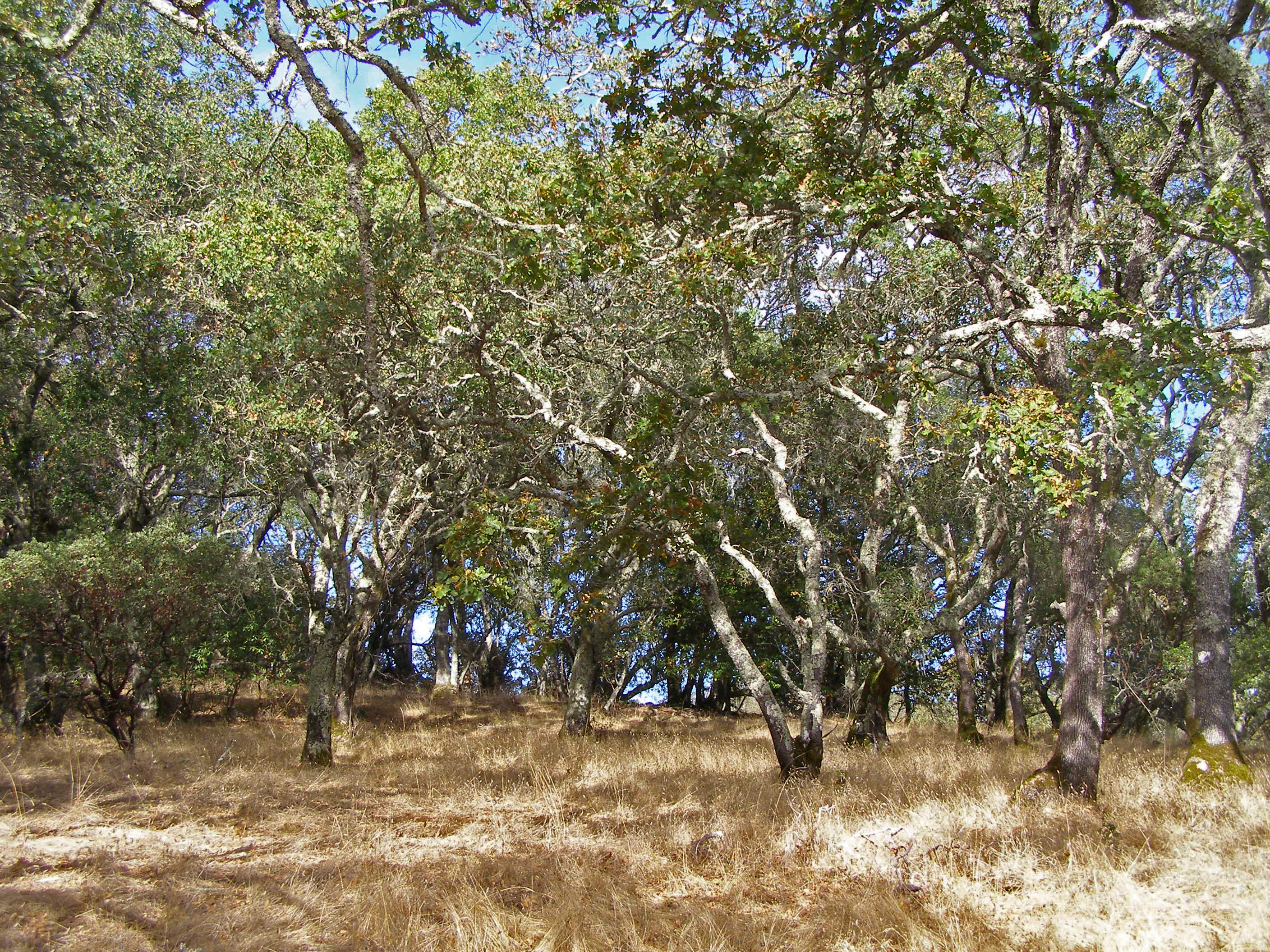
Tölgyes szavanna, a kaliforniai kondor egyik fő élőhelye

A kaliforniai kondor főleg a sziklás bozótosokat, fenyveseket és tölgyes szavannákat választja élőhelyül. Gyakran a sziklák peremén vagy magas fákon látható; e helyekre rakja fészkét. Egy-egy példány revírterülete óriási. Táplálékszerzési célból akár 250 kilométeres távolságot is megtehet.
Manapság főképp a következő két védett területen fészkel szabadon: az egyik a San Rafael Wildernesshez tartozó Sisquoc Condor Sanctuary, míg a másik a Los Padres Nemzeti Erdő (Los Padres National Forest).

### Viselkedése

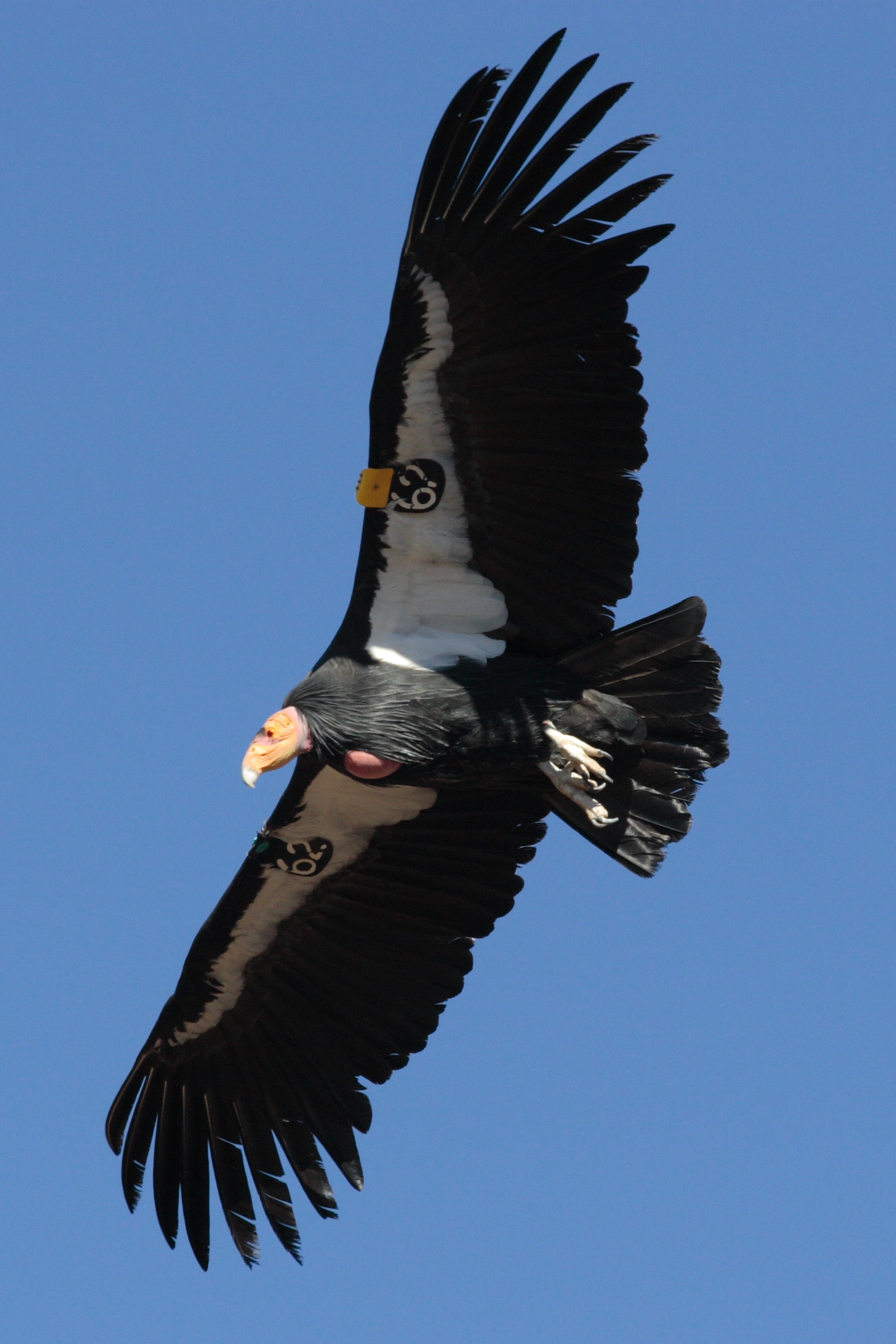
Vitorlázórepülve nagy távot bejár

Repülés közben a mozgásai igen kecsesek. Mivel a szegycsontja, más néven mellcsontja (sternum) nem nagy, és nagy repülőizmai sincs, amire tapadjanak, ezért a madárnak viszonylag nagyok a  szárnyai. Aktív repülésre alig képes; inkább magas szikláról vagy fáról leszökve siklórepülést alkalmaz. A felszálló meleg légáramlatok, az úgynevezett termikek segítségével, vitorlázva, hatalmas területeket jár be. A talajról is képes felszállni erős szárnyverdesésekkel, de ha elérte a megfelelő magasságot, akkor akár több kilométeren keresztül is úgy marad fent, hogy nem kell csapnia a szárnyával egyet sem. Megfigyelték már 4600 méteres magasságban és olykor elérheti a 90 km/órás sebességet.
Hosszú élettartamú madárfaj, fogságban a 60 évet is meghaladja. Az emberen kívül a kifejlett kaliforniai kondornak nincsen, vagy alig van természetes ellensége. Mivel hiányzik az alsó gégefője, csak kevés hangadásra képes; inkább mély torokhangokat és sziszegést hallat. Gyakran fürdik, naponta akár több órát is tölt tollainak ápolásával, illetve rendberakásával. Mint minden újvilági keselyűféle, a kaliforniai kondor is gyakorolja az úgynevezett urohidrózist, azaz a párolgás hűtő hatását kihasználva vizeletüket a lábukra ürítve hűtik a testüket. E tevékenység miatt a madár lábára gyakran fehér színű húgysavréteg rakódik. Madárcsoportban jól meghatározott társadalmi felépítést követnek, a ranglétrán betöltött szerepüket a testtartások, a civakodások, valamint az a kevés hangkiadás határozzák meg, amire kèpesek. A ranglétrán betöltött helynek főleg a táplálékként szolgáló dög mellett van jelentősége, hiszen a nagyobb és idősebb példányok hamarabb és többet táplálkoznak, mint a fiatalabb egyedek.

### Táplálkozása

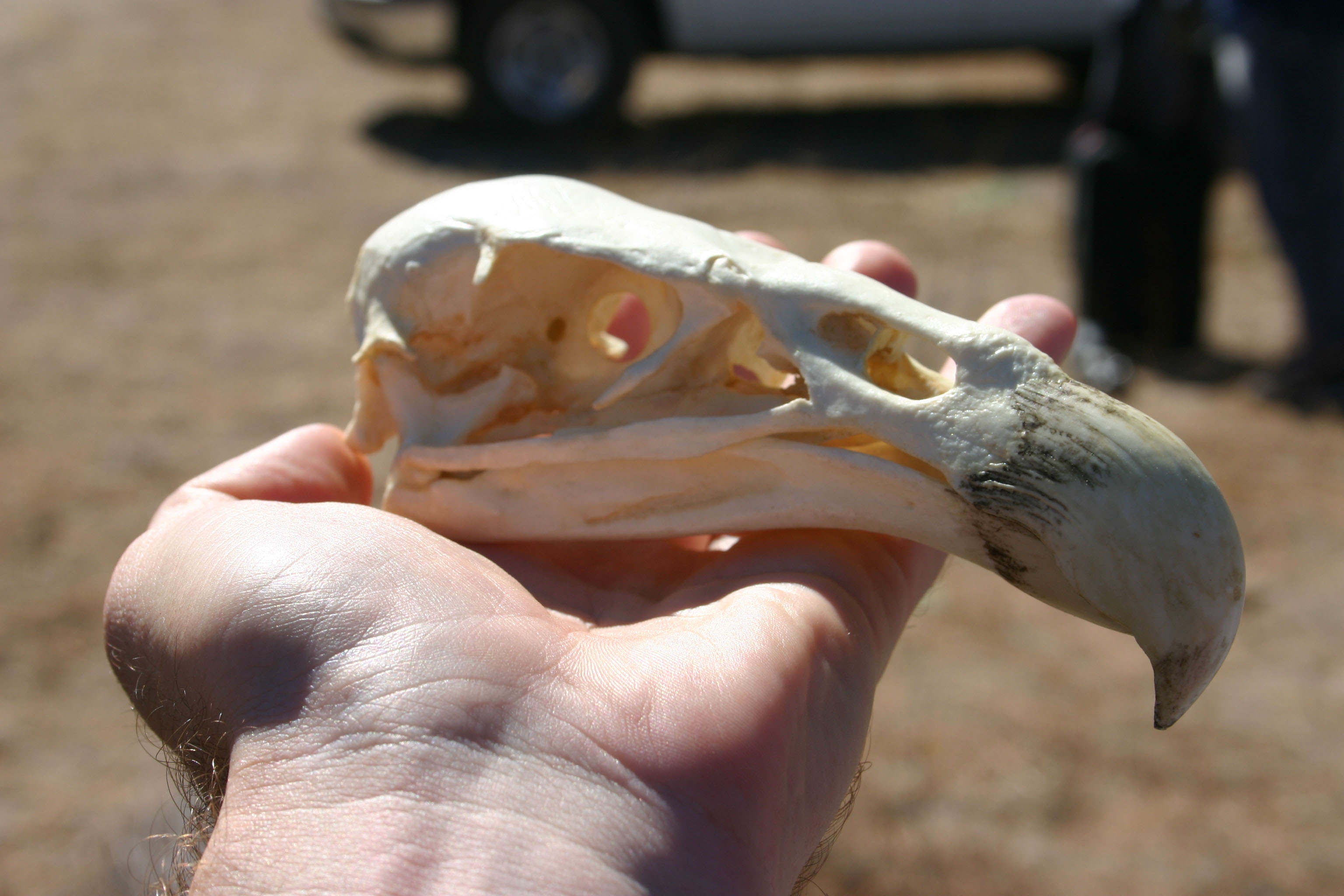
Nagy és erős csőrének köszönhetően e madár nyitja fel és táplálkozik először a dögből

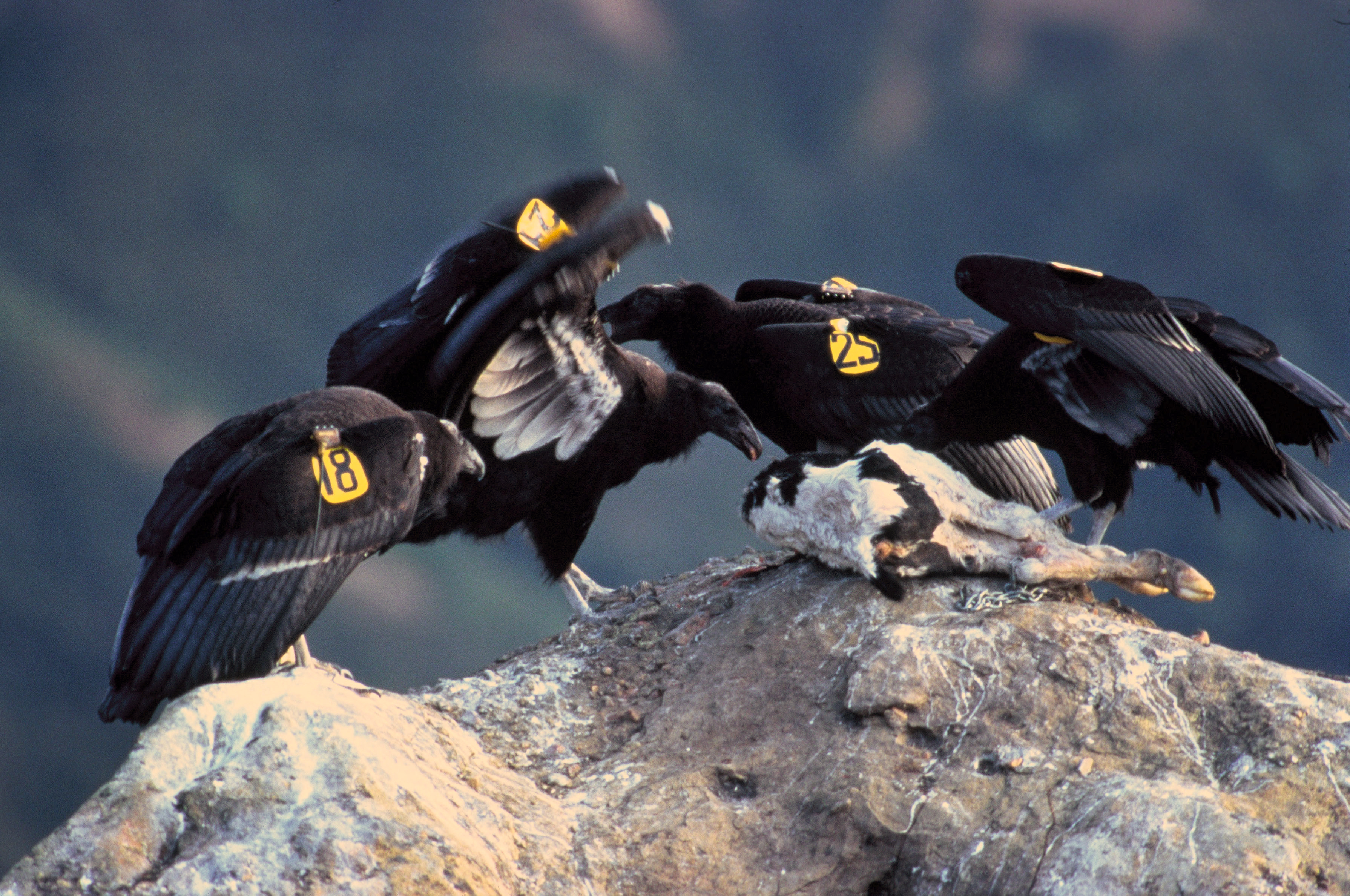
Táplálkozó fiatalok

A táplálékszerzési útjain naponta akár 250 kilométeres távolságot is megtehet. Feltételezhető, hogy korábban a kaliforniai kondor a pleisztocén kori megafauna tetemeivel is táplálkozhatott. Manapság Észak-Amerikában (nemcsak ott) a pleisztocén kori megafauna kihalt. Még manapság is a szárazföldi, nagytestű emlősök dögeit kedveli, mint például: a szarvasokét (Cervidae), a kecskékét (Caprinae), a juhokét (Ovis), a szamarakét (Equus asinus), a lovakét (Equus caballus), a disznókét (Sus), a pumákét (Puma concolor), a medvékét (Ursidae) és a szarvasmarhákét (Bos primigenius). Ha ezek hiányoznak, akkor beéri kisebb emlősökkel is, például: nyulakkal (Leporidae) vagy prérifarkasokkal (Canis latrans). A madarak és hüllők tetemeit csak ritkán fogyasztja el. A tengerpartokon élő példányok tengeri emlősökkel, például cetekkel (Cetacea) és kaliforniai oroszlánfókákkal (Zalophus californianus), valamint lazacokkal is táplálkoznak. Mivel e fajnak nincsen szagérzéke, a táplálékkeresést a látására hagyja, illetve más dögevő madarak követésével kutatja fel. E nagyméretű dögevő és a kisebb rokonai egyféle „szimbiózisban” élnek, mivel a kisebb, de gyengébb csőrű újvilági keselyûk nem tudják feltépni a nagy emlősök kemény bőrét, emiatt hasznukra van, ha megérkezik a nagy kaliforniai kondor, és ez utóbbinak is jó, hogy a kisebbek felkutatják neki a dögöt. A kaliforniai kondornak általában elég a megjelenése ahhoz, hogy helyet szerezzen magának a dögnél, ámbár ez nem igaz a medvék esetében, mert azok nem szoktak megijedni az esetlegesen megérkező nagytestű madártól sem. A madarak közül az agresszív szirti sas (Aquila chrysaetos) is szembeszállhat vele, vagy akár el is kergetheti a nála nagyobb testű kaliforniai kondort. A vadonban élő példányok nem táplálkoznak rendszeresen, táplálkozásaik között napok, vagy akár két hét is eltelhet. De amikor táplálékhoz jut, akkor akár 1-1,5 kilogramm húst is bekebelezhet.

## Szaporodása

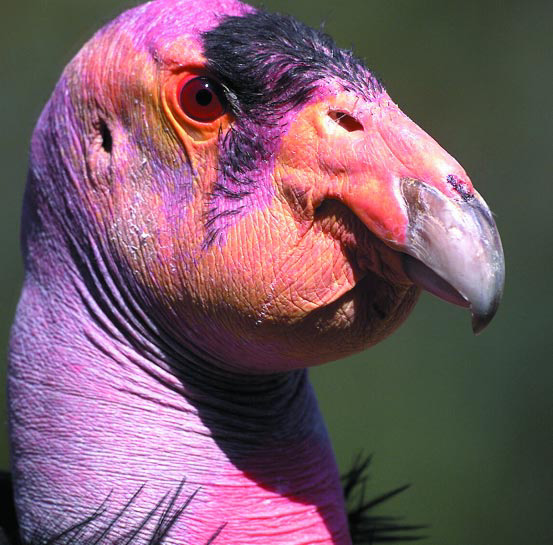
Felnőtt kondor udvarló színekben

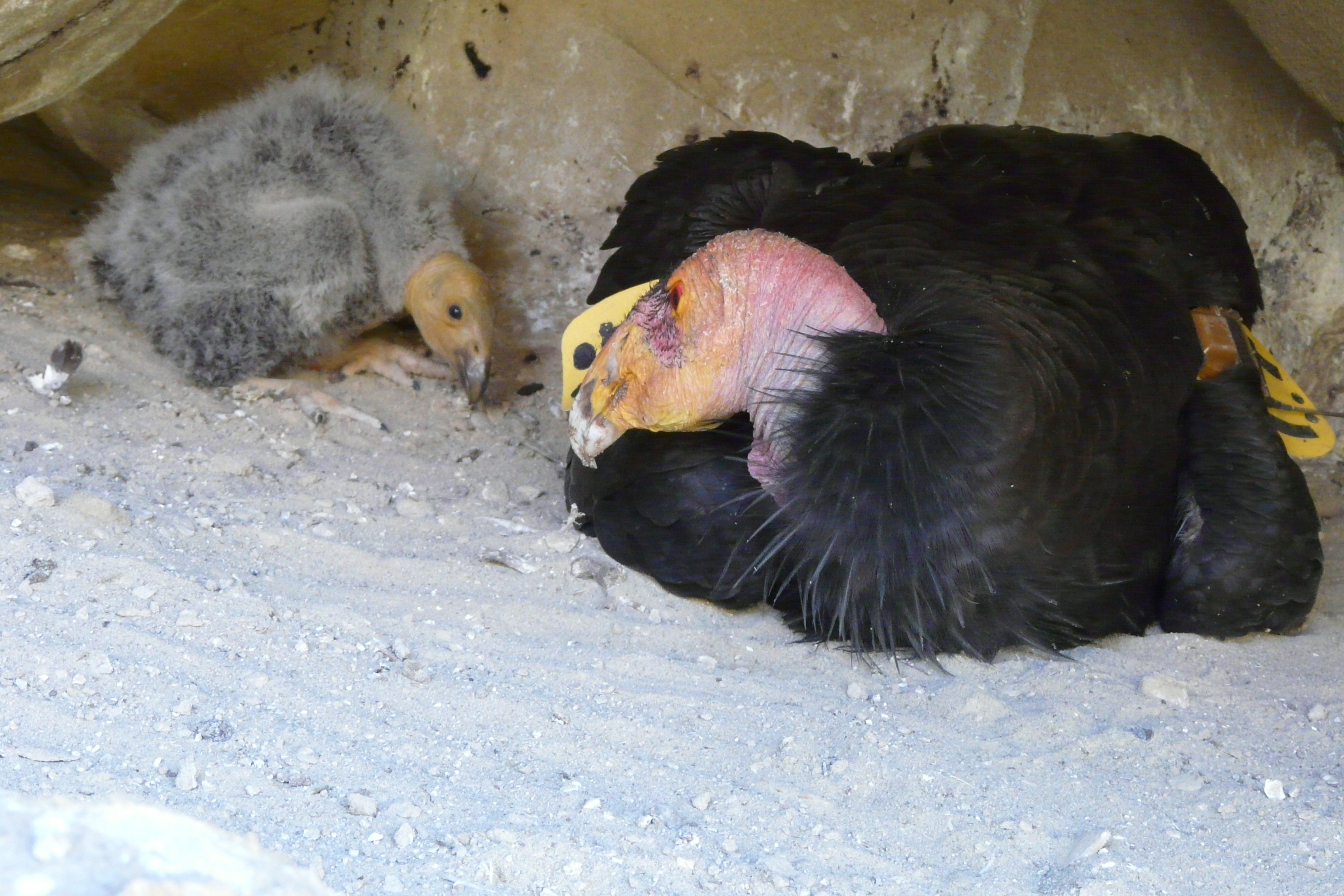
30 napos fióka és az egyik szülője

Észak-Amerika kondorfaja általában hatévesen éri el az ivarérettséget. A különböző nemű madarak ekkortájt keresik egymás társaságát. Hogy tojót vonzzon magához, a hím magát mutogató mozgásokba kezd. Ilyenkor a csupasz bőre vörös színűre vált, és a nyak körüli tollgallérját felborzolja. Ezek után széttárt szárnyakkal a tojó felé közelít. Ha a tojó leereszti a fejét, elfogadva ezzel a hímet, akkor a két madár életre szóló párkapcsolatba kezd. A madárpár a fészket sziklák barlangjaiba vagy azok széleire rakja, főleg olyan helyet választanak, ahol magas fák is vannak a közelben; innen könnyebb felszállniuk. A megtermékenyített tojó kétévente egy kékesfehér színű tojást rak. A tojásrakás ideje januártól áprilisig tart. A tojás körülbelül 280 grammos és 90-120 milliméter hosszú és 67 milliméter széles. Ha a tojás vagy a fiatal fióka elpusztul, de akkor is ha esetleg elveszi az ember, akkor a tojó még egy tojást rak. A kutatók és tenyésztők ezt a tulajdonságot kihasználva megkétszerezhetik a fészekaljat. Az első tojást a keltetőgép költi ki, aztán a fiókát egy kaliforniai kondor alakú báb segítségével a tenyésztő neveli fel. Az újabb, második tojásról, illetve fiókáról általában a szülőket hagyják gondoskodni.
A tojáson egymást felváltva, mindkét szülő kotlik. A kotlás körülbelül 53-60 napig tart. Kikelésekor a fióka szeme nyitva van, de akár egy hétbe is beletelhet, amíg teljesen megszabadul a tojáshéjtól. A fiókát egészen addig, amíg akkora nem lesz, mint a szülei, szürkés pehely fedi. Öt-hat hónaposan válik röpképessé, de második életévéig a szülei mellett marad, és velük együtt táplálkozik. Ezután a szülők új fészekaljat raknak. A kaliforniai kondor tojásainak és a fiatal fiókák legfőbb ellenségei a hollók (Corvus corax), a fiókákra és a még nem röpképes fiókákra a szirti sasok és a medvék is veszélyt jelenthetnek.
Érdekesség, hogy a faj úgynevezett szűznemzéssel is képes szaporodni, habár a kutatások szerint ritkán teszi ezt meg.

## A kaliforniai kondor és az ember

### Természetvédelmi helyzete

#### Megmentésének akadályai
A mai modern időkben számos ok vezethet a kaliforniai kondor állomány drasztikus csökkenéséhez: legfőképp az, hogy amikor ez a madár megjelent és kifejlődött, az ember még nem volt jelen a kontinensen. Csúcsragadozóként a kaliforniai kondor igen lassan szaporodik, körülbelül hatévesen válik ivaréretté, és csak kétévente rak egy tojást. Ezzel szemben az ember az idők során évente több madarat is elpusztított különböző módszerekkel mint például az orvvadászattal, múzeumok részére történő vadászattal, ólommérgezés által (dögevőként a lelőtt állatokkal táplálkozott, ezzel akár az állatban lévő lövedékből származó ólom is kerülhetett a szervezetébe), DDT-mérgezés által, a feszültség alatt álló villanyvezetékekhez hozzáérve, a tojások begyűjtésével és az élőhelyeinek elpusztításával. A kaliforniai aranyláz (1848–1855) idején házi kedvencként is tartottak néhány példányt. A fészekhalál egyik legfőbb okává a szülők által hozott, tápláléknak gondolt emészthetetlen emberi szemét vált.

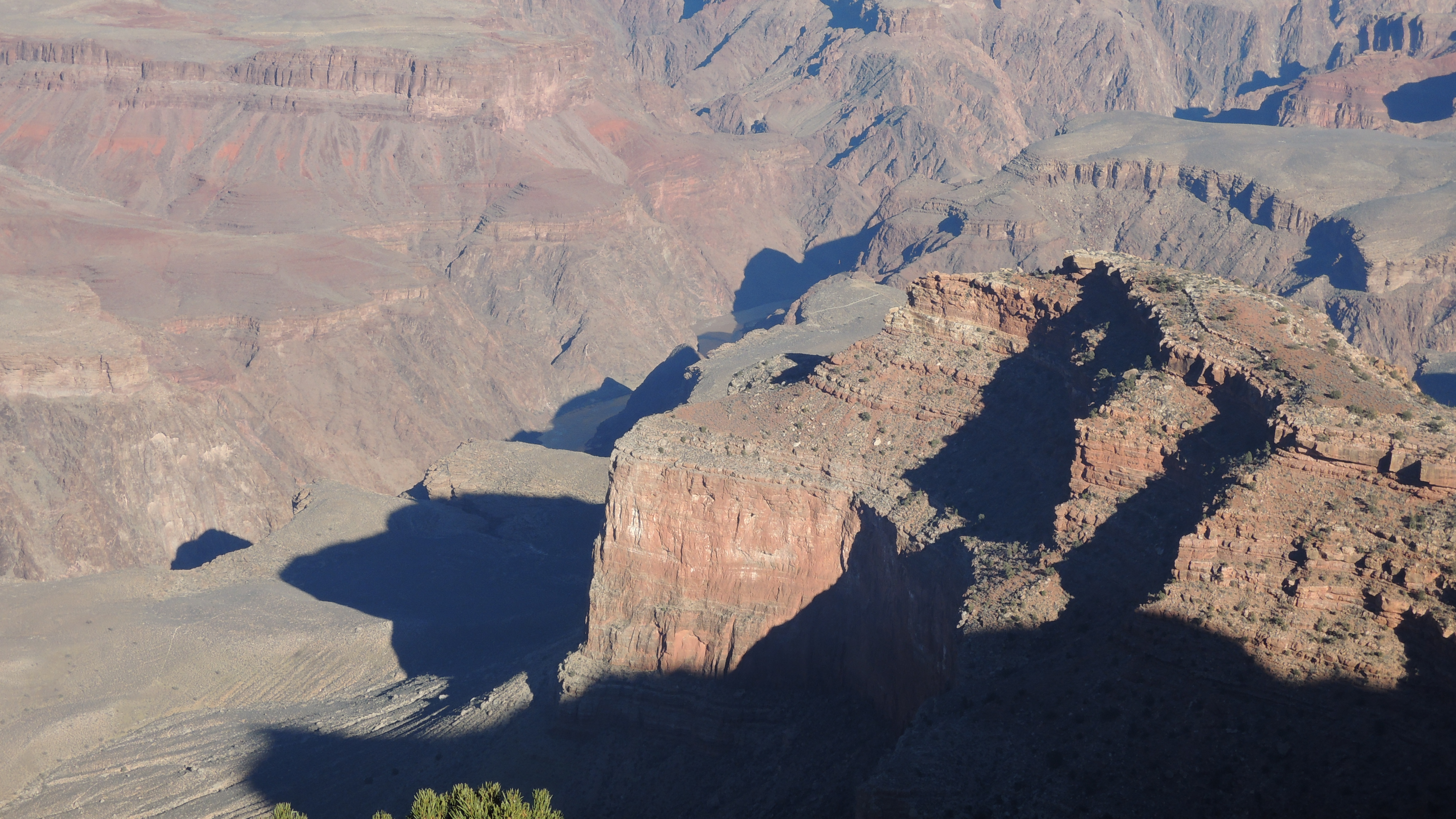
A Grand Canyon, az egyik hely, ahová visszatelepítették ezt az újvilági keselyűt

Amikor a szarvasmarha-tenyésztők látták, hogy kondorok esznek a döglött borjakból, azt hitték, hogy a madarak ölték meg azokat. E félreértés miatt bosszúból az USA egész nyugati részén kiirtották a kondort. Ez a tévhit annyira erős volt a farmerek körében, hogy a Grand Canyon-i visszatelepítést egyesek határozottan ellenezték. Nem akarták, hogy a visszatelepített kondorok majd a borjaikra és a bárányaikra vadásszanak annak ellenére, hogy ez egyébként természetüknél fogva nem fordulhat elő.

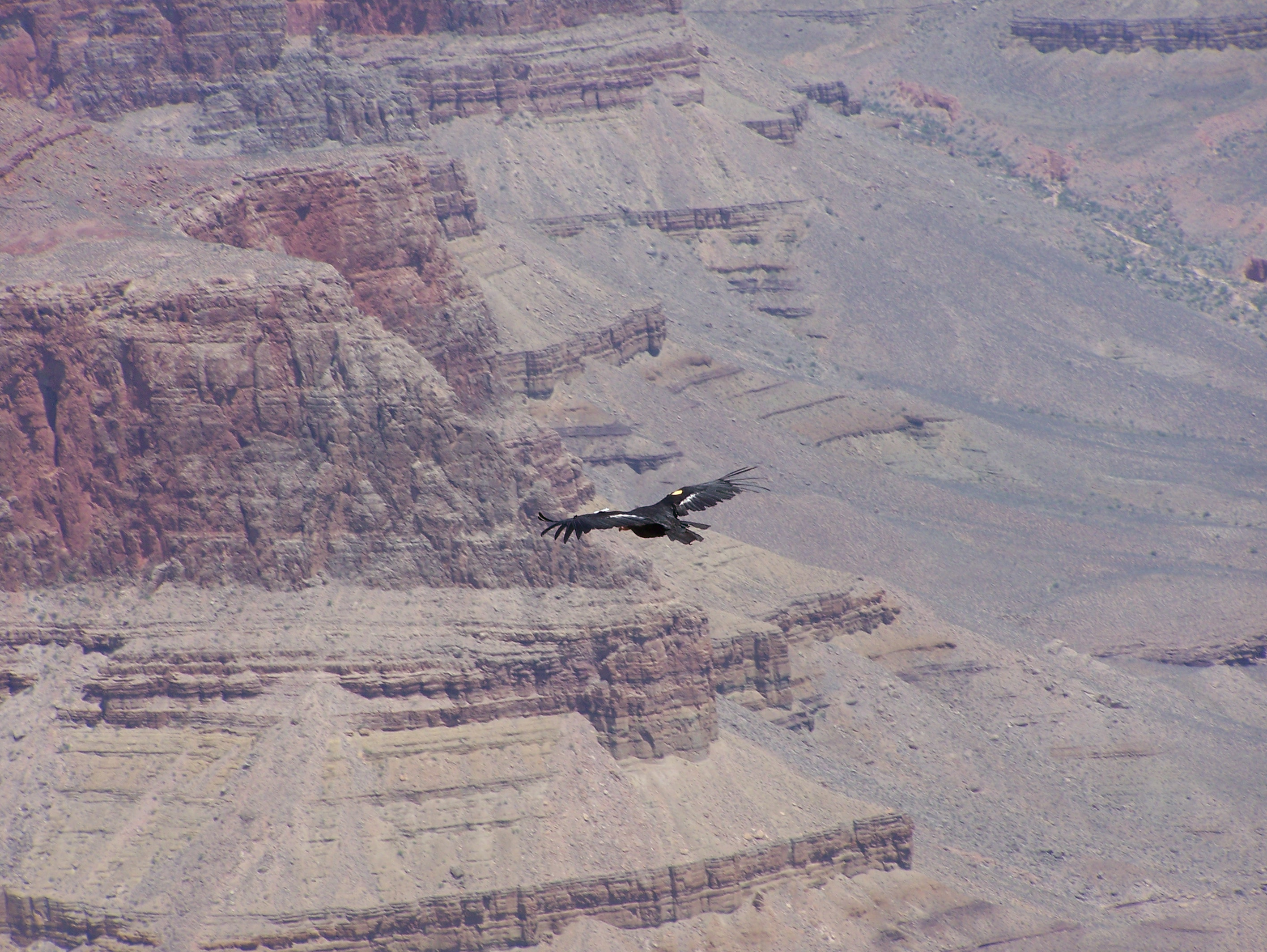
A Grand Canyon fölött vitorlázó példány

A visszatelepített madarak körében váratlan elhullások is történtek, főleg a szirti sasok, az ólommérgezés és a villanyvezetékekkel történő ütközések miatt. 1994-től a fogságban tenyésztett kaliforniai kondorokat a villanyvezetékek és az emberek elkerülésére próbálják tanítani. E „tanulásnak” köszönhetően a villanyvezetékekkel történő érintkezések látványosan csökkentek. Az ólommérgezés azonban még mindig nagy kárt okoz mert a vadászok a zsigerelt zsákmány egy részét közte akár az ólmot tartalmazó lövedékdarabokat is ott hagyhatják az elejtés helyén és így a madár ezt megeheti, majd az erős emésztőnedvei az ólmot is feldolgozzák. Az ólommérgezés nem jelent olyan nagy veszélyt a rokon pulykakeselyűnek (Cathartes aura), illetve a hollónak (Corvus corax) sem. Kaliforniában, erre a veszélyre a Ridley-Tree Condor Preservation Act nevű határozat hozott megoldást. 2008. július 1-én lépett érvénybe, hogy a kaliforniai kondor előfordulási területén tiltott az a vadászat, melynek során olyan lőszert használnak, ami ólmot is tartalmaz. A Ridley-Tree Condor Preservation Act határozat beiktatásának következtében a szirti sasok és a pulykakeselyűk vérében levő ólomszint lecsökkent, jelezve, hogy a törvény a kaliforniai kondort védve egyéb állatfajoknak is védelmet nyújt az ólommérgezéssel szemben.
2015 januárjában, a „The Ecologist” című angol, környezetvédő magazinban a kaliforniai kondorok sorsáról szóló cikk jelent meg. A cikk címe „Condors or lead ammunition? We can't have both” („Kondorok vagy ólomlövedékek? Nem lehet mindkettő a miénk”), szerzője Dawn Starin. A cikkben ezek állnak: „A vadonban elpusztult felnőtt és majdnem felnőtt példányok több, mint 60%-át (ha nem tesszük be a fiókákat és a röpképtelen fiatalokat) az ólommérgezés okozza.” Starin így folytatja: „Mivel ismert, hogy a kondorok több, mint ötven évig élnek, hatévesen válnak ivaréretté, és csak kétévente nevelnek fel egy fiókát, az állományaik nem képesek kiheverni e neurológiai méreg okozta halálozási rátát.” Terra Kelly epidemiológus szerint: „Míg az összes természetes táplálékforrás nem mentesül az ólomalapú lőszerektől, addig az ólommérgezés mindig veszélyeztetni fogja a vadonban szaporodó állományok fennmaradását.” Ugyanebben a cikkben még ez van: „A katonaság nem használ ólmot, ha ez nem elég nagy üzenet, akkor nem tudom, mi más lehet.”

#### A kaliforniai kondort megmentő terv
Mivel a kondorok száma egyre csak csökkent, tárgyalások kezdődtek egy fogságban történő szaporítási program elindításáról. A program ellenzői azzal jöttek, hogy a kondoroknak joguk van szabadon repülni, továbbá ha befogják az összes példányt,
a faj viselkedése és szokásai teljesen megfognak változni; ez pedig igen nagy ár lenne. Ez érvek ellenére az USA kormánya jóváhagyta a programot, és 1987 húsvét vasárnapjára befejeződött az összes vadonban élő kaliforniai kondor befogása. A vadonban már csak 22 egyed élt, utolsóként az AC-9-es sorszámú példányt fogták be.

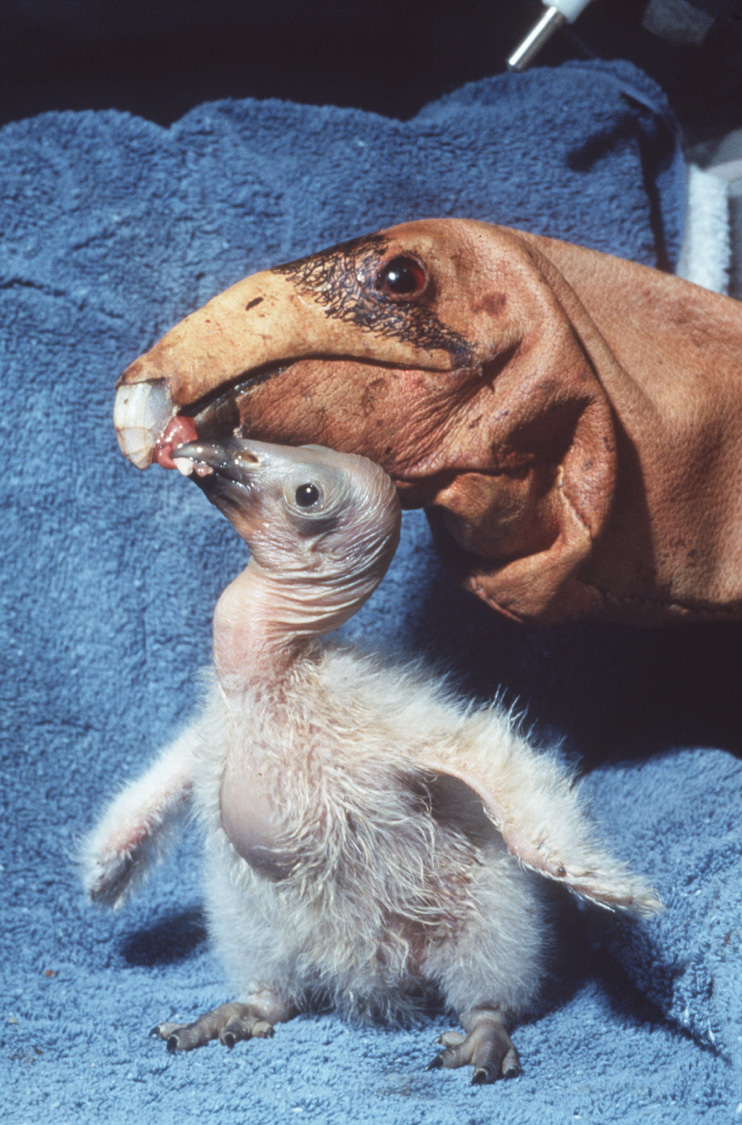
Kaliforniai kondor alakú báb segítségével etetett fióka

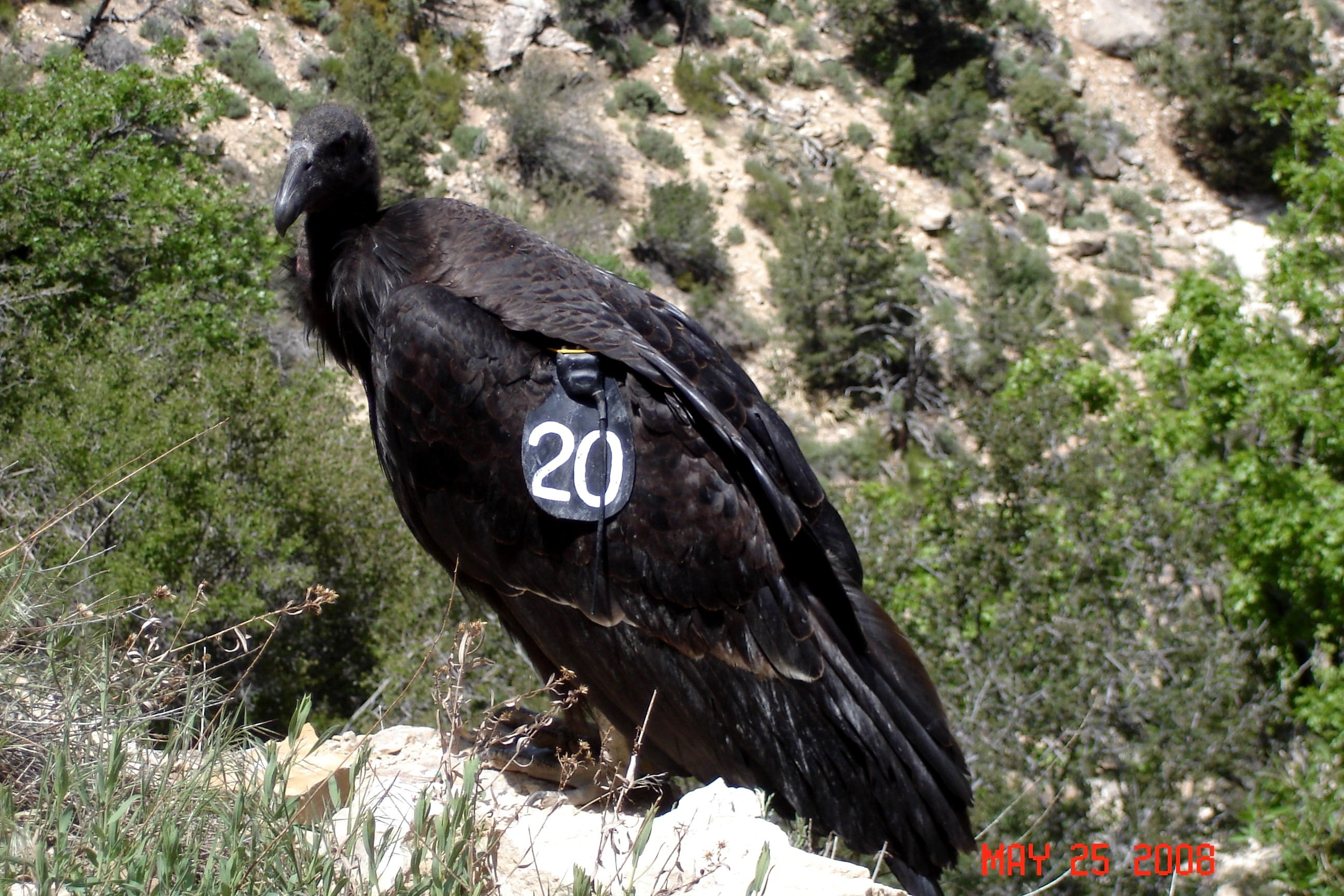
Amikor szabadon eresztik, sorszámot rögzítenek a szárnyára

E program neve „A kaliforniai kondort megmentő terv” (California Condor Recovery Plan). Benne az volt a cél, hogy két, földrajzilag elkülönített állományt hozzanak létre; az egyiket Kaliforniában a másikat pedig Arizonában. Mindkét helyen legalább 150-150 példány legyen 15-15 költőpárral. Ahogyan ez a szaporító program közeledett a céljához, egyre több egyedet, egyre több helyre eresztettek vissza a vadonba. Kaliforniában három, Arizonában és a mexikói Alsó-Kaliforniában egy-egy főbb szabadon eresztő élőhelyet jelöltek ki a madarak számára.
A szaporítási programon belül a San Diegó-i és a Los Angeles-i állatkert vállalta fel a legnagyobb szerepet. A program először nehezen indult be, mivel a kondorok csak a legmegfelelőbb párt választják ki maguknak. Sokat segített, hogy a tojó egy második tojást is tojik, ha az elsőt elveszik tőle, így beindulhatott a program. Az elkobzott tojásokat keltetőgépek költötték ki, a fiókákat pedig kaliforniai kondor alakú bábok segítségével nevelték fel.
Amint nőtt a számuk, a vadonba való visszaeresztési terv került a középpontba. 1988-ban, az Amerikai Egyesült Államok Hal- és Vadvédelmi Szolgálata (United States Fish and Wildlife Service) kísérletképpen a befogott kaliforniai kondorok helyébe andoki kondorokat eresztettek szabadon, de csak tojókat, nehogy szaporodóképes dél-amerikai fajt telepítsenek be az Amerikai Egyesült Államokba. A kísérlet sikeres volt, és mielőtt visszaeresztették a fogságban felnevelt kaliforniai kondorokat, előbb újból befogták az összes andoki kondort, amiket később visszaeresztettek Dél-Amerika vadonjaiba. Kaliforniában az első szabadon eresztések 1991-ben és 1992-ben történtek meg; Arizonában a Grand Canyon környékére 1996-ba került sor a visszatelepítésre. Habár a vadonban történő egyedszám-növekedés igen lassú, az állományok egyre nőnek a fogságban felnevelt fiókák visszaeresztésének köszönhetően.
„A kaliforniai kondort megmentő terv” volt eddig a legköltségesebb fajmegőrző program az USA történetében. Eddig 35 millió amerikai dollárba került, beleértve a második világháború óta költött 20 millió dollárt is. Ezt az összeget a szövetségi államkassza finanszírozta. 2007 óta évente 2 millió dollárba kerül a program. A költségek és nehézségek ellenére a megmentő terv mérföldköveket ért el: 2003-ban, 1981 óta szaporodott először olyan kondor, melynek szüleit fogságban nevelték fel, de ő maga már szabadon született. 2006 márciusában a Ventana Wildlife Society nevű szervezett olyan költőpárt eresztett szabadon, melyek a kaliforniai Big Surnál, azaz a Csendes-óceán hegyes partvonala mentén egy faodúba fészkeltek. Több mint egy évszázad után ezek voltak az első madarak, amelyek Észak-Kaliforniában költöttek. 2011 novemberében 394 példányt tartottak számon ebből a fajból, ezekből 205 volt a vadonban. A fogságban levők a következő állatkertekben és menhelyeken éltek: a San Diegó-i állatkertben, a Los Angeles-i állatkertben, az oregoni állatkertben és az idahói Boise-ban levő madárközpontban (World Center for Birds of Prey). 2010 októberében Kaliforniában, azaz a madár névadó államában, szabadon már 100, míg Arizonában még csak 73 fős állománya élt. 2012 májusában a kalifornia kondorok példányszáma 405-re nőtt, ebből 179 élt fogságban. 2014 júniusában a Nemzeti Park Szolgálat (National Park Service) adatai szerint, már 439 egyede létezik; 225 szabadon és 214 fogságban. Az Amerikai Egyesült Államok Hal- és Vadvédelmi Szolgálatától 2014 októberében érkezett jelentés 425 példányt (219 szabadon és 206 fogságban élőt) tartott számon.

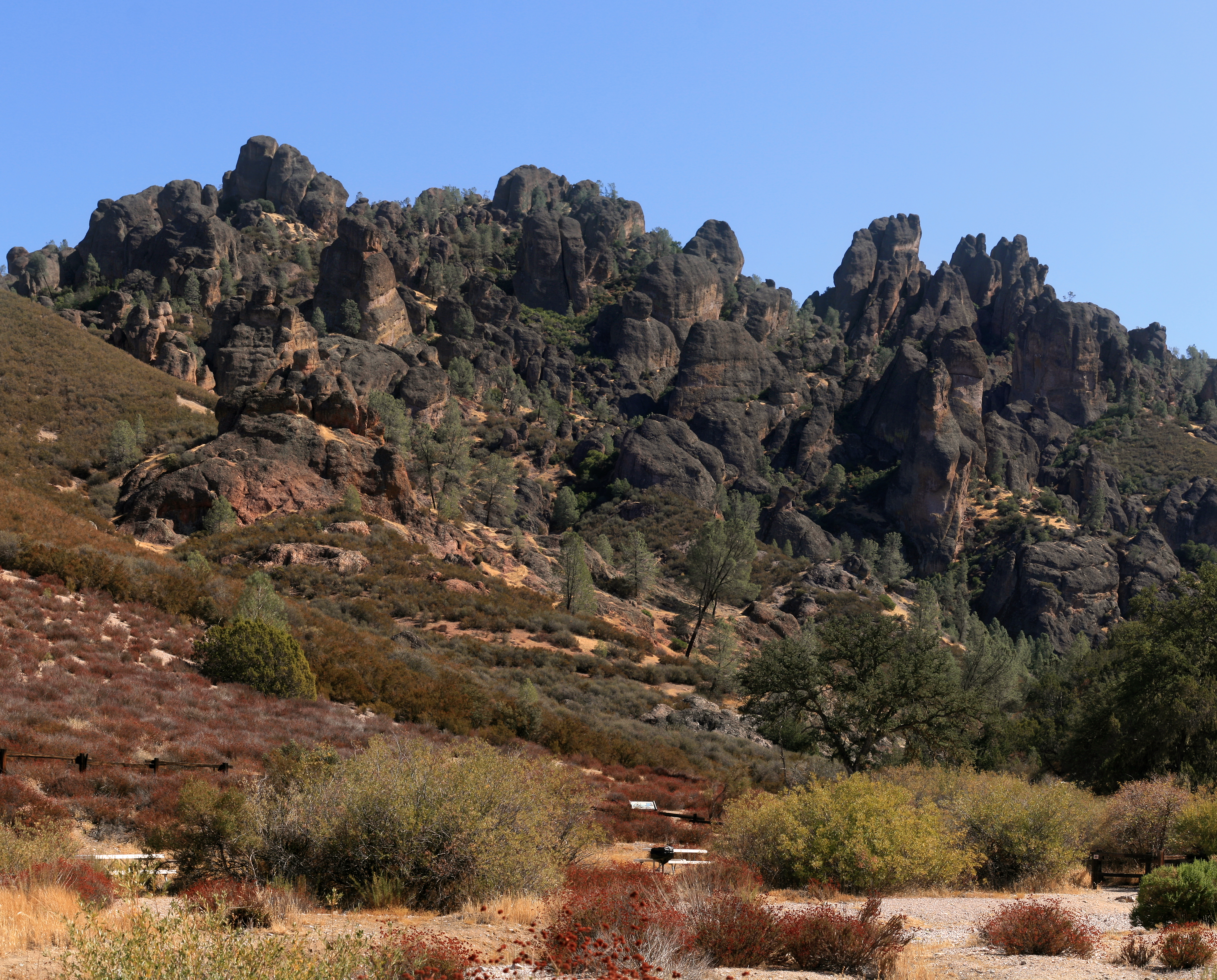
A Pinnacles Nemzeti Park, az egyik kijelölt visszatelepítési hely

Amint egyre sikeresebb lett „A kaliforniai kondort megmentő terv”, úgy újabb szabadon eresztő helyeket létesítettek. Az ötödik ilyen hely a mexikói Alsó-Kaliforniában levő Sierra de San Pedro Mártir Nemzeti Park. A másik négy hely Kaliforniában (Big Sur, Pinnacles Nemzeti Park és Bitter Creek National Wildlife Refuge) és Arizonában (Vermilion Cliffs) van. 2007 első felében Mexikó területén, egy kaliforniai kondor tojást rakott. Ez volt az első ilyen fészekrakás az 1930-as évek óta. A mexikói állomány is növekedésnek indult a szabadon és fogságban felnevelt madaraknak köszönhetően. 2009 tavaszán a Sierra de San Pedro Mártir Nemzeti Parkban egy második fióka is kikelt a tojásból. A természetvédők ennek a példánynak az Inyaa nevet adták, mely „Napot” jelent a helybéli bennszülött Kiliwa nép nyelvén. 2014-ben a Condor #597 sorszámú példány, melyet Lupine néven is ismernek, San Francisco déli részén levő Pescadero nevű part menti kisvárosig repült el. Lupine rendszeresen látható volt a Pinnacles Nemzeti Parkban, miután egy évvel azelőtt a Big Surnál eresztették szabaddá. A Kalifornia középső részén nevelkedett kondorok újabb és újabb területeket keresnek fel, ami azt jelenti, hogy a visszatelepített faj, újból meg akarja hódítani az egykori előfordulási területét. Meglehet, hogy több, mint 60 példány hagyta el szülei területét és szabadon repdes Kalifornia szívében. Szintén 2014-ben érkezett hivatalos beszámoló az első Utah állami költésről. Egy Arizonába telepített költőpár átrepült a utah-i Zion Nemzeti Parkba, ahol hamarosan fióka született.

#### Kondorfigyelő

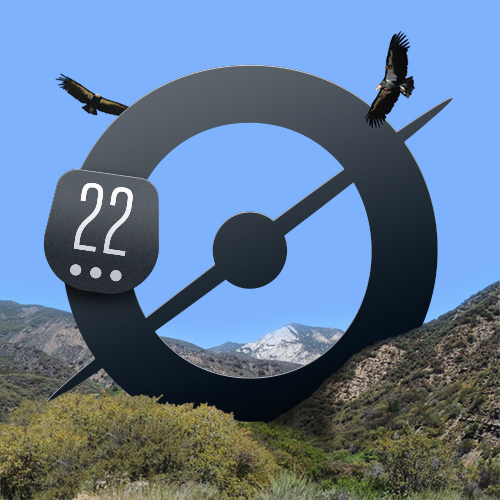
A Zooniverse logója

2014. április 14-én a Zooniverse internetes portál elindította a Kondorfigyelőt (Condor Watch, CW). Ennek a projektnek az a célja, hogy az önkéntesek - aki lehet akárki -, a vadonban kitett fényképezőgépek által készített képek segítségével próbálják megállapítani a kaliforniai kondorok számát és azonosságát. Ezt a projektet az Amerikai Egyesült Államok Hal- és Vadvédelmi Szolgálata, a Nemzeti Park Szolgálat és a Ventana Wildlife Society igazgatja. Ilyenformán számon lehet tartani a megjelölt madarakat, az útvonalaikat és a táplálkozóhelyeiket. Ebből pedig például a biológusok meg tudják azt is állapítani, hogy hol lehet ólommérgezéses veszély a madárfaj előfordulási területén.

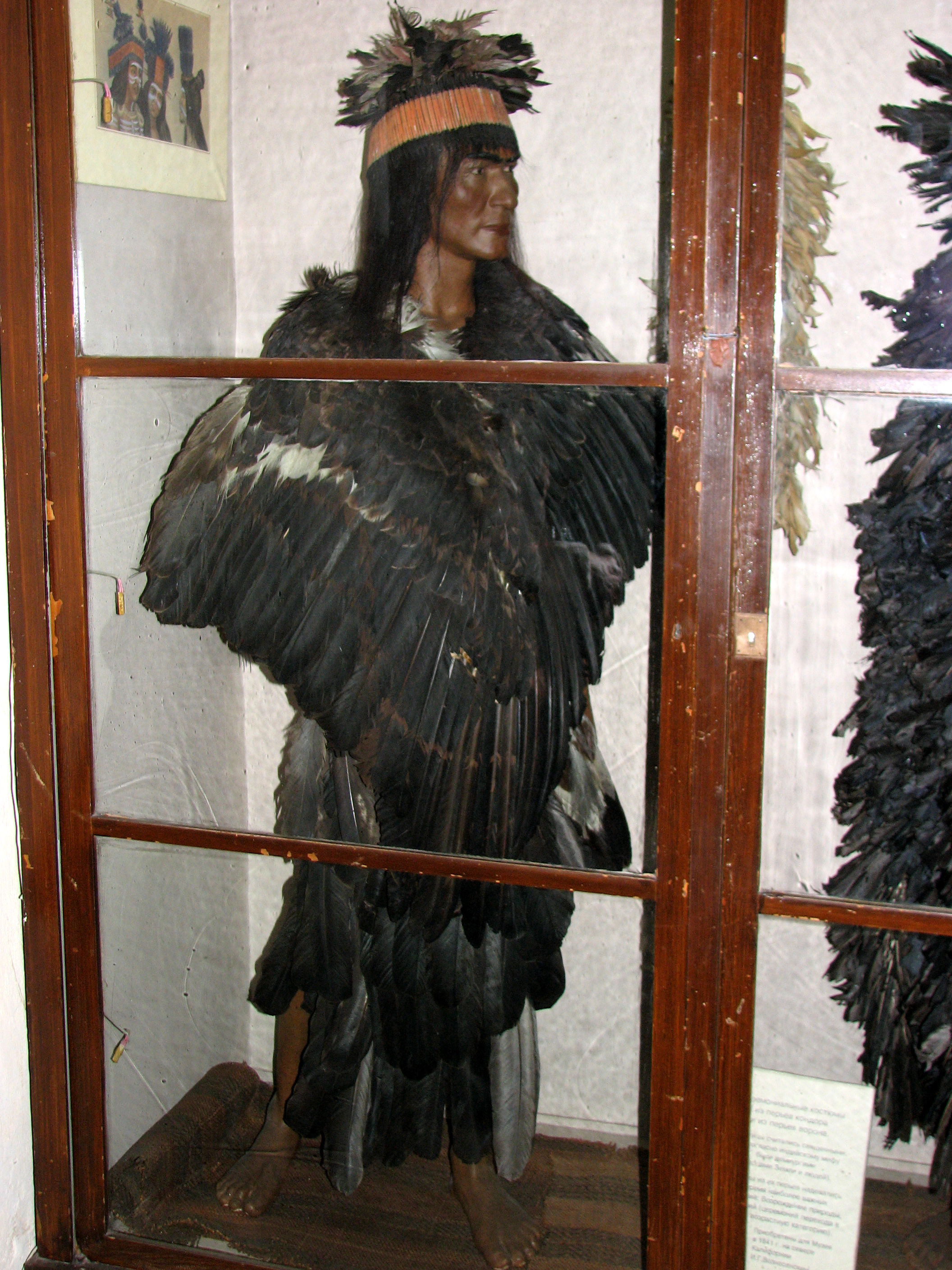
Múzeumban kiállított indián tollruha

A Condor Watch keretén belül közönséges állampolgárok és kutatók egyaránt részt vehetnek a megfigyelésben. A projektben legalább 175 000 képe ellenőrizésére lenne szükség, ez azonban túl sok ahhoz, hogy csak a kutatók foglalkozzanak vele. A vezető kutató, Myra Finkelstein véleménye szerint az önkénteseknek ez a projekt érdekes lehet, mivel idővel nyomon követhetik az egyes kondorok „biográfiáját”. Ezt a polgári kutatást már régóta alkalmazza az ornitológia, például ilyen volt 1900-ban a Nemzeti Audubon Társaság (National Audubon Society) által rendelt Karácsonyi Madárszámlálás (Christmas Bird Count) és 1966-ban a költőmadarak felmérése. McCaffrey (2005) szerint ez a közeledés nemcsak a projektnek jön jól, hanem az ornitológusnak induló fiataloknak is segíthet.

### A kaliforniai kondor a kultúrákban
Az egész előfordulási területén a kaliforniai kondor közkedvelt és fontos szereplője volt a bennszülött amerikaiak mitológiájának. Érdekes módon ez a madár a különböző indián törzsek történeteiben más és más szerepet játszott.
A kaliforniai wiyot törzsbeliek szerint a kondor újrateremtette az emberiséget, miután Öregember Felett (Above Old Man) elpusztította az embereket az özönvízzel. Ettől eltérően a szintén kaliforniai mono törzsbeliek a kondort pusztítóként és nem pedig teremtőként írják le. A monok azt mondják, hogy a Kondor elkapta az embereket, és levágta a fejüket, hogy aztán a belőlük kifolyó vér elöntse a Földimókus üregét. Miután Földimókus kirohant az elöntött otthonából, a Kondor nyomába indult, de előbb megállt inni a vérből. Ekkor pedig Földimókus levágja a Kondor fejét. A közép-kaliforniai jokutok (Yokuts) úgy vélik, hogy a kondor időnként falatozik a Holdból, ezért léteznek a holdfázisok; amikor pedig széttárja szárnyait,  napfogyatkozás következik be. A Kalifornia déli részén élő csumasok szerint ez a madár régen fehér volt, de fekete lett, miután túl közel repült egy tűzhöz.
Egyes bennszülött amerikai sírokban kondorcsontokból és -tollakból készített fejdíszek találhatók, és barlangrajzokon is láthatunk kondorábrázolásokat. Néhány törzs hagyományos szertartások keretében kaliforniai kondorokat ölt meg, hogy tollaikból ünnepi ruhákat készíthessenek. Ezek után a javasemberek e ruhákat viselve addig táncoltak, míg el nem érték a felső és alsó spirituális világokat. Miután meghalt egy javasember, a ruháit elátkozottnak tekintették, emiatt az utódának új tollruhát kellett készíteni. Egyes tudósok, köztük Noel Snyder véleménye szerint, ez a hagyományos tollruha-készítési módszer is hozzájárult a kaliforniai kondor egyedszámának a csökkenéséhez.

### Fordítás
- Ez a szócikk részben vagy egészben  a   California condor című angol Wikipédia-szócikk ezen változatának fordításán alapul.  Az eredeti cikk szerkesztőit annak laptörténete sorolja fel. Ez a jelzés csupán a megfogalmazás eredetét és a szerzői jogokat jelzi, nem szolgál a cikkben szereplő információk forrásmegjelöléseként.

### Videók
- Videók a kaliforniai kondorról. hbw.com. (Hozzáférés: 2016. szeptember 26.)
- California condors. youtube.com. (Hozzáférés: 2016. szeptember 26.)
- Flying giants--rare California condors return to Utah skies. youtube.com. (Hozzáférés: 2016. szeptember 26.)
- A madár repülése. youtube.com. (Hozzáférés: 2016. szeptember 26.)